# Eetu Luostarinen
Eetu Luostarinen (ur. 2 września 1998 w Siilinjärvi) – fiński hokeista, reprezentant Finlandii.

## Kariera
- KalPa U16 (2013-2014)
- KalPa U17 (2014-2015)
- KalPa U18 (2014-2016)
- KalPa U20 (2016-2018)
- KalPa (2016-2019)
- Charlotte Checkers (2019-2020)
- Carolina Hurricanes (2019)
- Springfield Thunderbirds (2020)
  -  KalPa (2020-2021)
- Florida Panthers (2021-)

Wychowanek klubu Kalevan Pallo. W jego zespołach juniorskich rozwijał karierę, a od 2016 przez trzy lata grał w drużynie seniorskich w rozgrywkach Liiga. W tym okresie w styczniu 2017 przedłużył kontrakt z klubem o trzy lata, a kilka miesięcy później w NHL Entry Draft 2017 został wybrany przez amerykański klub Carolina Hurricanes. Po dwóch latach, w maju 2019 podpisał z tym klubem kontrakt wstępujący. W sezonie 2019/2020 występował głównie w zespole farmerskim, Charlotte Checkers, w lidze AHL, natomiast w rozgrywkach NHL w barwach Carolina Hurricanes zagrał osiem spotkań w listopadzie 2019. Z tego klubu w lutym 2020 został przetransferowany do Florida Panthers. Do końca sezonu grał na farmie Springfield Thunderbirds w AHL. W sierpniu 2020 został wypożyczony do macierzystej drużyny KalPa. Od początku 2021 podjął regularne występy we Florida Panthers.
Uczestniczył w turnieju mistrzostw świata edycji 2019.

## Sukcesy
Reprezentacyjne
- Złoty medal mistrzostw świata: 2019

Klubowe
- Srebrny medal mistrzostw Finlandii: 2017 z KalPa
- Złoty medal U20 SM-liiga: 2018 z KalPa U20
- Puchar Spenglera: 2018 z KalPa